# 博多湾鉄道汽船コハフ1形客車
博多湾鉄道汽船コハフ1形客車（はかたわんてつどうきせんコハフ1がたきゃくしゃ）は、西日本鉄道（西鉄）の前身事業者の一つである博多湾鉄道汽船が、1935年（昭和10年）に導入した客車である。
大阪電気軌道（現・近畿日本鉄道）に在籍した木造車体の電車各形式が車体新製による鋼体化を施工した際、不要となった旧車体を譲り受けて客車（付随車）として導入した車両群で、種車形式が2形式存在することから、種車の別によって外観が異なった。いずれも後年電車化改造が実施され、西日本鉄道成立後は仕様の相違によってモ1形・モ10形・ク50形の3形式に区分された。

## 沿革

### 博多湾鉄道汽船時代
大阪電気軌道（大軌）が保有した木造車デボ61形・デボ201形の車体鋼体化に伴って不要となった旧車体のうち、デボ61形90・93 - 96の5両、およびデボ201形208 - 210の3両、計8両分の車体を譲り受け、博多湾鉄道汽船（湾鉄）の手持ち部品と組み合わされてコハフ1形1 - 8として1935年（昭和10年）に導入した車両群である。コハフ1・5 - 8は旧デボ90・93 - 96の車体を、コハフ2 - 4は旧デボ208 - 210の車体を流用してそれぞれ落成した。
大軌デボ61形は丸妻形状の妻面に前面窓を5枚備える、いわゆる「タマゴ形」の外観を有する鉄骨木造車であったのに対し、大軌デボ201形は平妻形状の妻面に3枚の前面窓を均等配置したフラットな外観を有する鉄骨木造車であり、同一形式ながら前者を種車とするコハフ1・5 - 8と後者を種車とするコハフ2 - 4は車体外観が全く異なる。
後年コハフ4を除く7両について電車化改造が実施され、コハフ1 - 3は電動車化の上で湾鉄自社発注車であるデハ10・11の続番が付番され、デハ10形12・14・15と改称・改番された。コハフ5 - 8は制御車または付随車へ改造され、コハフ5・7・8は制御車ク50形51 - 53となり、コハフ6は付随車サ50形54となった。

### 西日本鉄道時代
西日本鉄道成立後に実施された車両記号改訂・車番整理によって、デハ12はモ1形3と、デハ14・15はモ10形16・17とそれぞれ改番されたほか、客車のまま残存したコハフ4について電動車化改造が実施され、モ13と改称・改番された。
ク52（初代）は事故により1953年（昭和28年）8月5日付で廃車となった。またモ3は1960年（昭和35年）に休車となり、翌1961年（昭和36年）に帳簿上でのみク52（2代目）に改番し、ク53は1963年（昭和38年）7月10日付で手続上は廃車の措置がとられた。
1961年（昭和36年）から1963年（昭和38年）にかけて九州車両にて鋼体化改造が実施された。ク51・54はそのままの番号で鋼体化され、ク52は正式に制御車に改められて鋼体化された。既に廃車となり車籍が抹消されていたク53については、国鉄買収気動車の払い下げ車であったク50形57（初代）の車籍を継承し、ク57（2代）として鋼体化改造が実施された。
新車体は張り上げ屋根構造・全金属製の2扉車体で形態が統一され、電動車は両側妻面に運転台を備える両運転台構造とし、制御車は片運転台構造とした。なお、鋼体化改造に際しては種車の台枠を流用し車体を新製したことから、種車の別によって各部寸法が異なるほか、鋼体化時期の相違によって側窓の構造が異なり、後期に鋼体化改造を実施した車両は側窓上段をHゴム固定支持としたいわゆるバス窓構造の2段窓が採用された。
宮地岳線の車両近代化を目的として、1978年（昭和53年）から1980年（昭和55年）にかけて大牟田線から120形・300形・313形が転属したことに伴って、湾鉄コハフ1形として導入された各車両は1981年（昭和56年）までに全車廃車となった。

## 車歴
|           | 車番    | 種車          | 改番                   | 廃車          | 備考                                                |
| --------- | ------- | ------------- | ---------------------- | ------------- | --------------------------------------------------- |
| コハフ1形 | コハフ1 | 大軌デボ61形  | デハ12 → モ3 → ク52 II | 1977年9月22日 |                                                     |
| コハフ1形 | コハフ2 | 大軌デボ201形 | デハ14 → モ16          | 1978年5月30日 |                                                     |
| コハフ1形 | コハフ3 | 大軌デボ201形 | デハ15 → モ17          | 1978年8月26日 |                                                     |
| コハフ1形 | コハフ4 | 大軌デボ201形 | モ13                   | 1981年12月1日 |                                                     |
| コハフ1形 | コハフ5 | 大軌デボ61形  | ク51                   | 1978年5月30日 |                                                     |
| コハフ1形 | コハフ6 | 大軌デボ61形  | サ54 → ク54            | 1980年10月7日 |                                                     |
| コハフ1形 | コハフ7 | 大軌デボ61形  | ク52 I                 | 1953年8月5日  | 事故被災廃車                                        |
| コハフ1形 | コハフ8 | 大軌デボ61形  | ク53 （→ ク57 II）     | 1963年7月10日 | ク57（初代）の車籍継承により復籍、1979年9月14日廃車 |